# 开放式问题
在计算复杂度理论里，有一个“BPP”的概念，它描述了一种问题的集合，即“Bounded-error”，“Probabilistic”，“Polynomial time”，指在多项式时间内以概率图灵机（非决定性图灵机）解出的问题的集合, 并且对所有的输入，输出结果有错误的概率为0到1/2的范围内的一个任意值（但不包含0与1/2）。
举例来说，如果一个问题属于BPP所描述的问题集合，则必然存在一个算法，此算法允许转硬币作随机的决定，并在多项式时间内结束。 对这个算法的任何输入，他都要在(0,1/2)的错误概率内给出正确判断，不论这一个问题的答案是“正确”或者“错误”）。
另一个概念“{\displaystyle P}”，是指在复杂度类问题中决定性图灵机在多项式时间内求解的决定性问题的集合。
一个问题如果属于“{\displaystyle P}”，并且假设存在某种条件达成{\displaystyle BPP=P}时，我们说这个问题是一个开放式问题。